# Rawap
| Uigurische Bezeichnung          | Uigurische Bezeichnung |
| ------------------------------- | ---------------------- |
| Arabisch-Persisch (Kona Yeziⱪ): | راۋاپ                  |
| Lateinisch (Yengi Yeziⱪ):       | rawap                  |
| offizielle Schreibweise (VRCh): | rawap                  |
| andere Schreibweisen:           | ravap                  |
| Chinesische Bezeichnung         |                        |
| Kurzzeichen:                    | 热瓦普                 |
| Umschrift in Pinyin:            | rèwǎpǔ                 |

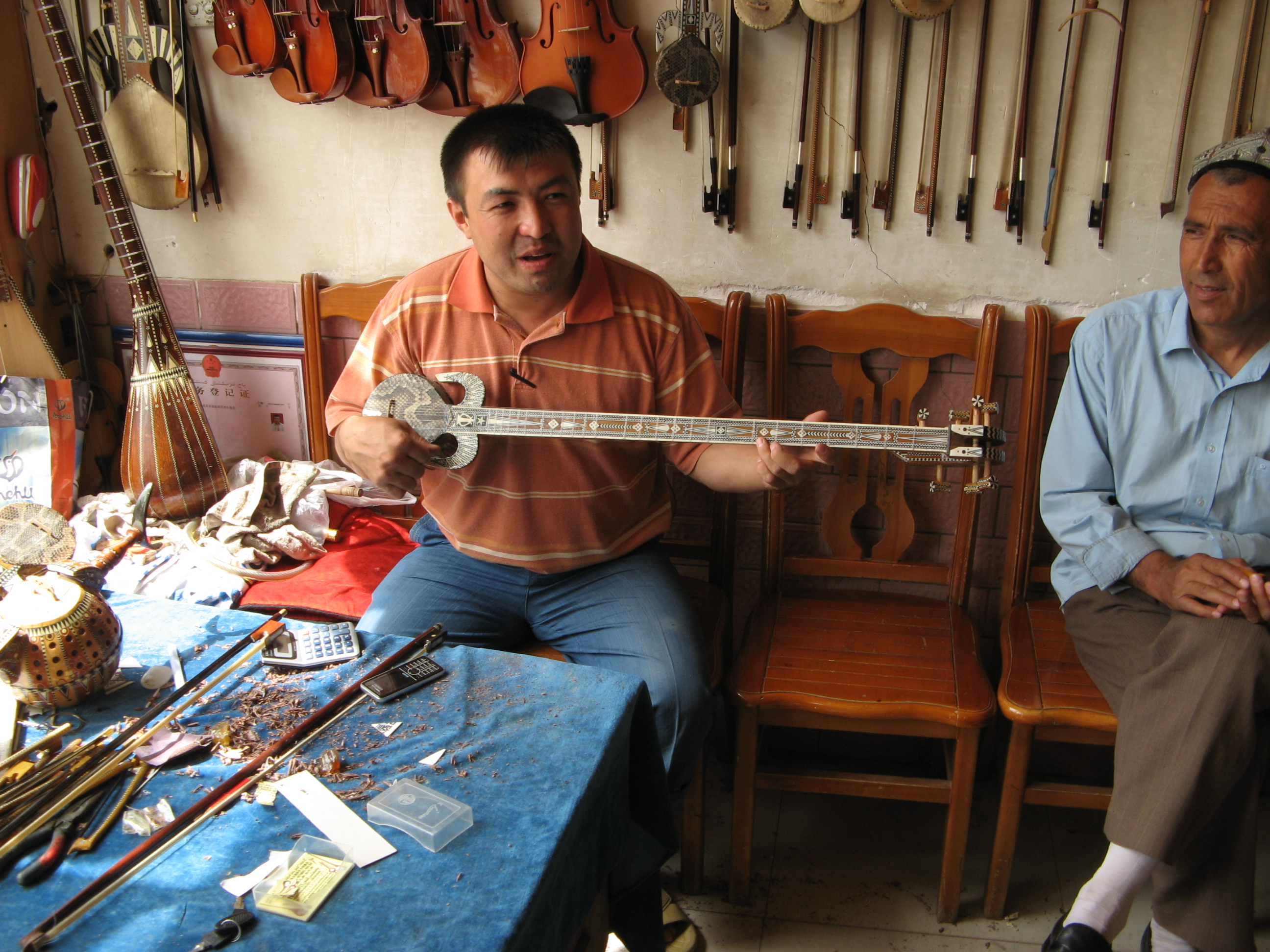
Rawap-Spieler in einem Musikinstrumentengeschäft in Kaschgar

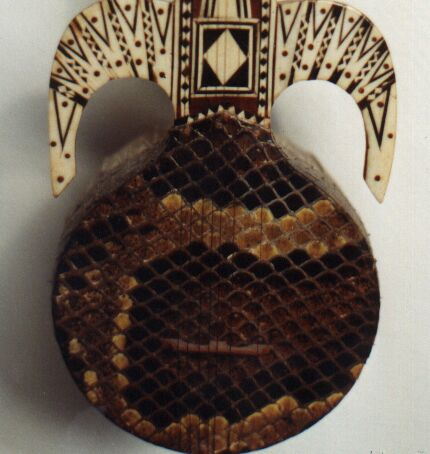
Mit Schlangenhaut bespannter Korpus und stilisierte Hörner (uigurisch möngüz)

Rawap, auch rewapu, ist eine bundlose gezupfte Langhalslaute, die in der Volksmusik der Uiguren im chinesischen autonomen Gebiet Xinjiang, sowie von Tadschiken und Usbeken gespielt wird.

## Bauform
Die Geschichte des Instruments geht bis ins 14. Jahrhundert im südlichen Xinjiang zurück. Der kreisrunde, schalenförmige Resonanzkörper ist anstelle einer festen Decke mit der getrockneten Haut einer Schlange, eines Esels oder eines Schafs bespannt. Drei bis maximal neun Saiten laufen über einen flachen, im unteren Teil der Membranhaut aufgestellten Steg und über das lange Griffbrett zu dem in einer 180-Grad-Kurve nach hinten gebogenen Wirbelkasten mit seitenständigen Wirbeln.
Nur die äußeren Saiten werden mit einem Plektrum, angeschlagen, während die übrigen als Resonanzsaiten dienen. Charakteristisch sind oberhalb des hölzernen Korpus seitlich am Hals angebrachte gebogene Spitzen in Form von Kuhhörnern. Diese auf Englisch als barbed lute („Laute mit Widerhaken“) bekannte Gestaltung kommt in unterschiedlichen Varianten bei einigen asiatischen Langhalslauten vor, darunter bei der nepalesischen arbajo und bei der indischen sursingar. Der Hals ist mit Intarsien verziert.
Die rawap der Uiguren trägt Namenszusätze entsprechend der jeweiligen Region, beispielsweise Kaschgar-rawap nach der Stadt Kaschgar. Bauform, Größe und Spielweise weichen regional voneinander ab. Das kaschgarische Instrument ist 90 Zentimeter lang und besitzt fünf Metallsaiten, die im Quart- und Quintabstand gestimmt sind. Zwei davon sind doppelchörig. Sein Tonraum liegt eine Oktave über dem der zweisaitigen bundlosen dutar der Uiguren. Die rawap der Dolan-Bevölkerungsgruppe in der Provinz Turpan verfügt außer fünf Melodiesaiten noch über zwölf doppelte Resonanzsaiten.
Bei den Tadschiken heißt das Instrument rebub und wird aus dem Holz des Aprikosenbaums hergestellt. Das in der tadschikischen Musik gespielte Modell ist etwa 70 Zentimeter lang. In den 1930er Jahren übernahmen die Usbeken eine leicht abgewandelte Langhalslaute (rubob). Die unterschiedlichen Formen sind mit der rubāb verwandt, deren Verbreitungsschwerpunkt in Afghanistan liegt.
In den 1960er Jahren wurde die chaplima rawap eingeführt, die keine Resonanzsaiten, sondern eine doppelte Stahlsaite zur Melodiebildung (auf D gestimmt), eine weitere doppelte Stahlsaite (auf A gestimmt) und eine einzelne D-Saite aus Darm oder Seide besitzt. Auf den beiden letztgenannten Saiten werden Akkorde gezupft. Hinzu kam eine Bassversion der chaplima rawap mit drei einzelnen Saiten, die eine Oktave tiefer gestimmt sind.
Die rawap wird zur Begleitung von Liedern eingesetzt, in größerer Besetzung ist sie eher selten zu hören.